# Chebaita Mokhtar
Chebaita Mokhtar è un comune dell'Algeria, situato nella provincia di El Tarf.